# Punta de Teno
La Punta de Teno constituye el extremo noroccidental de la isla de Tenerife (Canarias, España). Se trata de una lengua de tierra que se adentra en el mar. Se encuentra ubicada en el municipio de Buenavista del Norte. 
En dicha punta se encuentra el Faro de Punta de Teno.

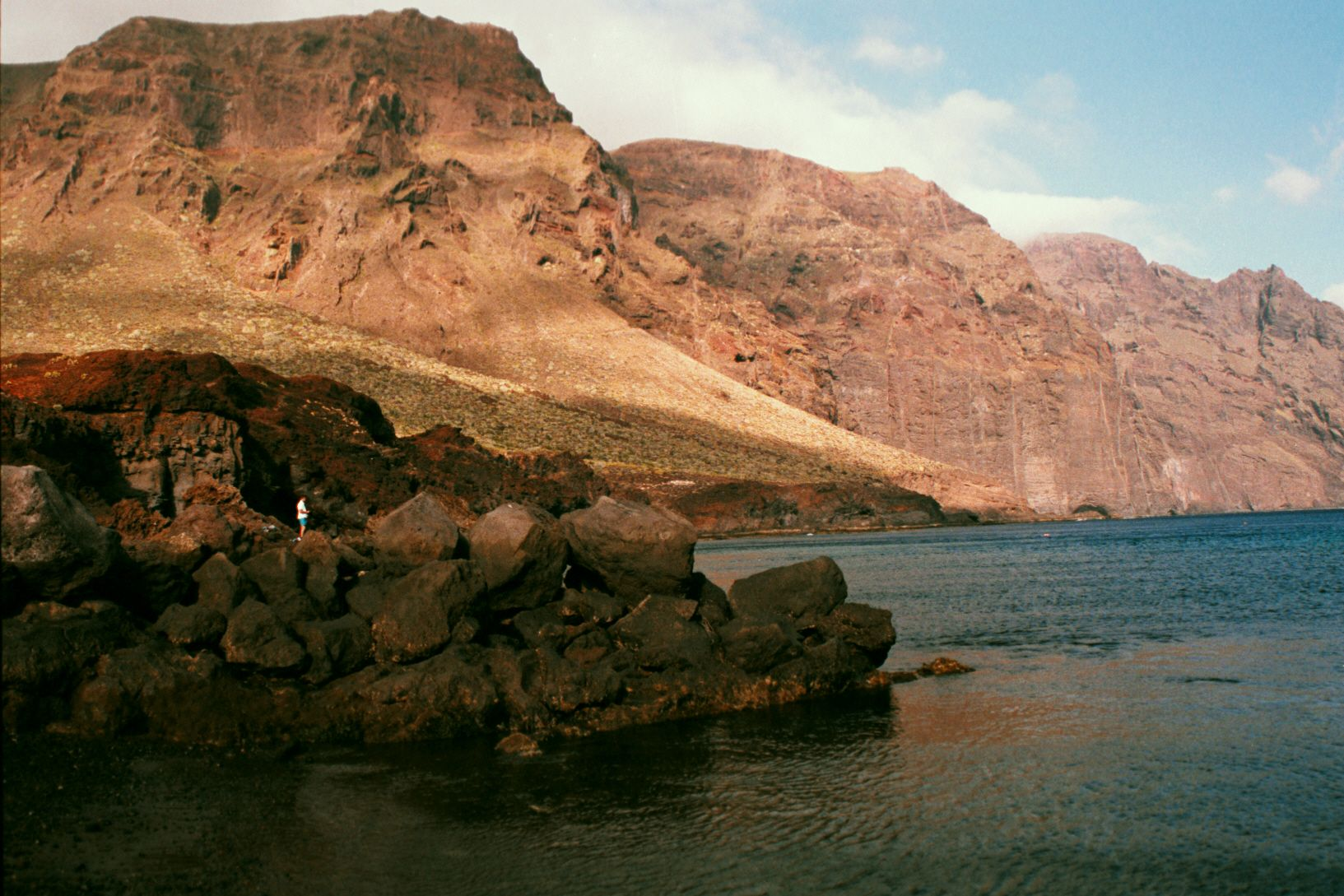
Punta de Teno.